# 牛丸康夫
プロクル牛丸康夫（うしまる やすお、プロクルは聖名：1936年 - 1986年）は、正教会（日本正教会）の司祭（長司祭）。
日本正教会の歴史に関する多くの著述のほか、ドストエフスキーと正教の関係についての考察を行った著述や、ロシア正教会史をまとめた著述、およびゲオルギイ・フロロフスキイからの翻訳などがある（遺稿集に収録）。
ロシア宗教思想のほか日本正教会史の研究をしている長縄光男と史料提供を通じた交流があった他、ロシア宗教思想・正教の研究をしている御子柴道夫が学生時代に会っている。この二人は遺稿集（『曙光　長司祭牛丸康夫遺稿集』）に追悼文を寄せている。

## 略歴
- 1936年7月4日 - 福島県白河市の正教徒の家庭に生まれる。
- ニコライ堂境内にある正教神学校を卒業。聖ウラジミール神学大学卒業。
- 1963年7月16日 - 婚配機密（結婚）。同年、司祭に叙聖され、神田ハリストス正教会管轄司祭。
- 1968年 - 神戸ハリストス正教会管轄司祭。
- 1977年 - 大阪ハリストス正教会管轄司祭。
- 西日本主教教区宗務局長、府主教庁宗務総局役員、正教神学院教授、京都産業大学講師等を歴任。
- 1986年10月2日 - 大阪で永眠（50歳）。

## 主な著書
- 正教文化総合誌『曙光』（1966年神戸で創刊。1986年7月号で終刊、88号）
- 『神戸正教会史』（1968年『曙光』九月号掲載）
- 『明治文化とニコライ』教文館、1969年（全国図書館協議会選定図書）
- 『日本正教史』正教会、1978年
- 『大阪正教会百年史譚』大阪、1978年
- 『日本正教と明治文化』ナウカ「窓」九月号、1978年。英訳あり（1980年）。
- 『パウエル中井木菟麻呂小伝』大阪、1979年
- 『日本正教会一九七〇年 - 一九八〇年』正教会、1980年
- 『徳島　聖堂建設記念誌』徳島、1980年
- 『神のみ旨に生きた激動時代の僕たち』正教会、1985年